# ラリー・メキシコ

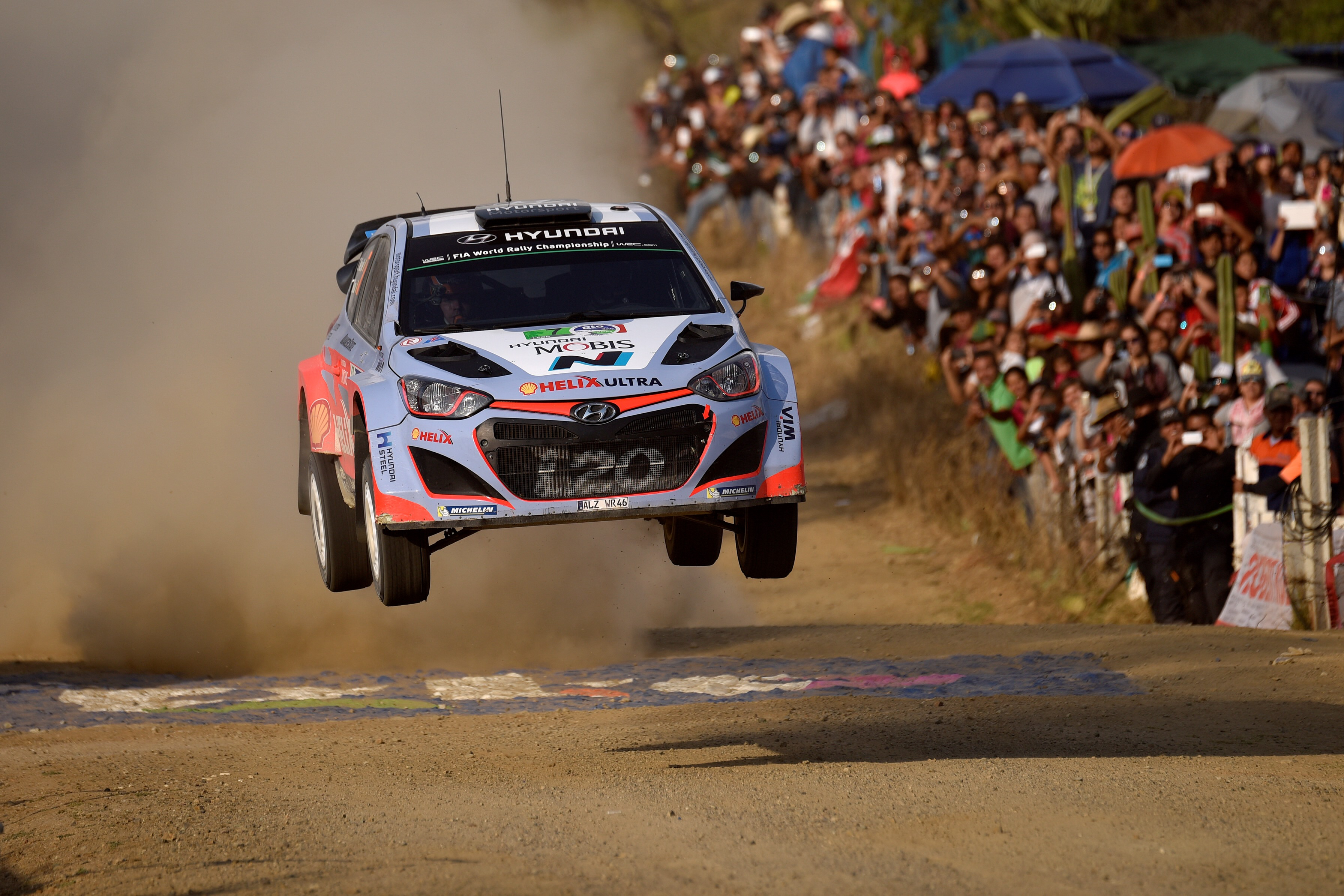
2015年

ラリー・メキシコ（Rally Mexico、旧称ラリー・アメリカ）はメキシコのグアナフアト州で開催される世界ラリー選手権 (WRC) の一戦。コロナビールが冠スポンサーを務める。

## 特徴

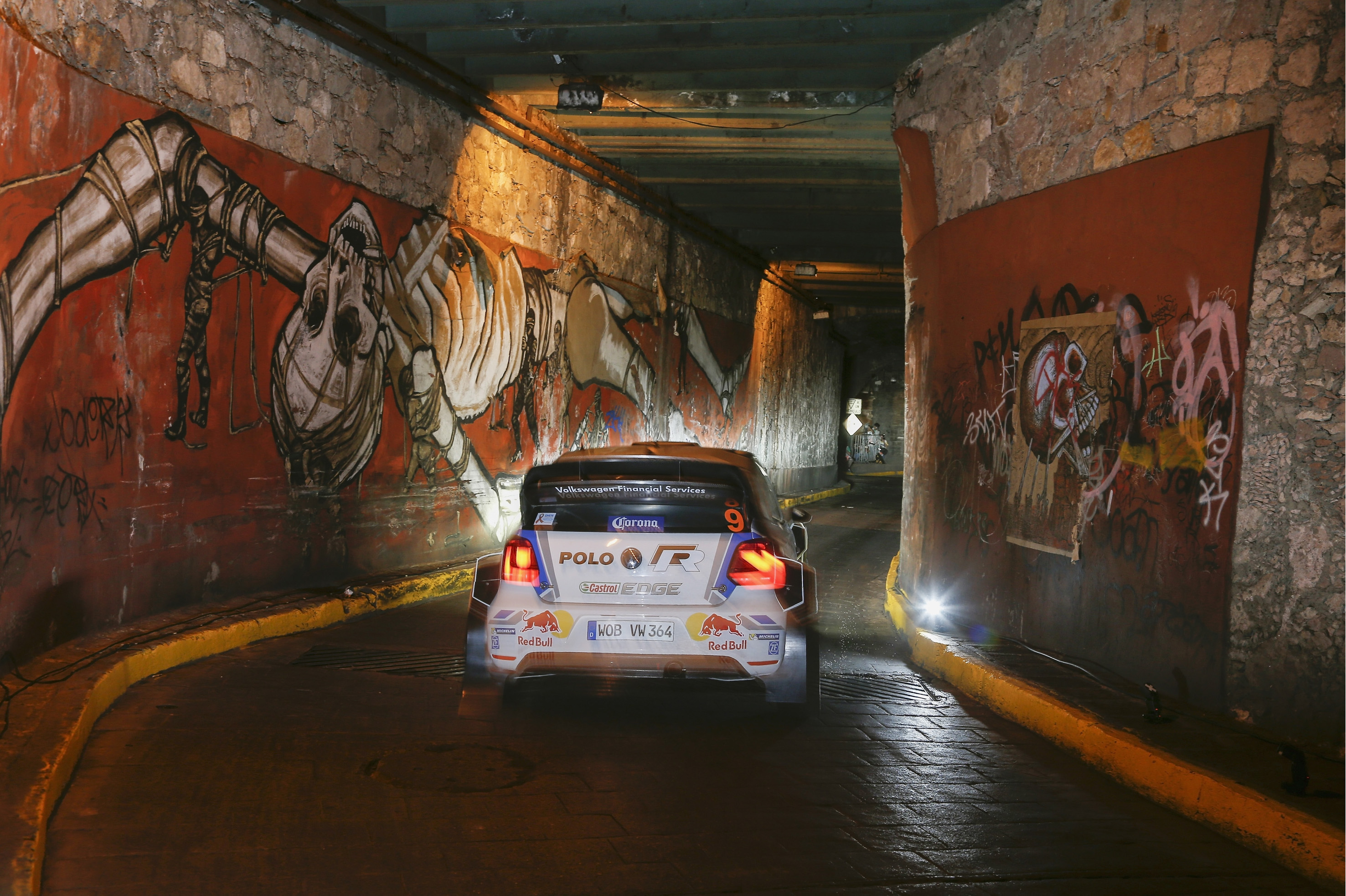
グアナフアトの地下道を走行するラリーカー（2014年）

1979年に「ラリー・アメリカ」としてスタート。2002年から名称を変更し、2004年よりWRCに昇格した。ターマックのモンテカルロ、雪のスウェーデンに続いて行なわれる、WRCシーズン最初のグラベルラリーとして定着している。グラベルラリーの中では高速タイプで、乾燥したラフな路面は砂埃が多い。
首都メキシコシティから北西400kmに位置する、グアナフアト州最大の都市レオン周辺で開催される。世界遺産に指定されているグアナフアト市街地で行なわれるスーパーSSでは、かつて栄えた銀鉱山の地下道も走行する。
メキシコ中央高原の標高2,000m以上、最高で2,700mを超える山地や平野がステージとなる。高低差500mを一気に駆け下りるステージもあり、大手ブレーキメーカーのブレンボの技術者によると2016年の全14戦中最もブレーキに厳しいイベントであったという。また高地ゆえにエンジンへの吸気が薄く、1.6リッターターボではおよそ1/4のパフォーマンスが失われ、高地順応セッティングが必要となる。
凍てつくモンテカルロ、スウェーデンの2戦から一転して、3月のメキシコは気温30度前後の暑さとの戦いにもなる。マシンのオーバーヒート対策はもちろん、ドライバーの体力も求められるタフなイベントである。
総走行距離に占めるSSの割合が高く、2016年にはWRCでは1986年のツール・ド・コルス以来となる50マイル (約80km) の超ロングステージが用意された。サービスパークの屋内設置、コンパクトなルート設定といったラリー運営のトレンドの先駆けとなった。2020年は新型コロナウイルスの影響により、最終日のSSを全て中止となった。

## 出来事
- 2015年のイベント初日、オィット・タナックが運転したフォード・フィエスタ RS WRCがコースオフして湖へ転落し、クルーの脱出後まもなく完全に水没した[5]。所属チームのMスポーツは水深5mから引き上げられた車体を回収し、サービスパークで規定の3時間以内に修復し、翌日にはラリー2規定での再出走を果たした[6]。この車体はタイタニック号になぞらえて「タイタナック (TiTanak)」と呼ばれた。コ・ドライバーのライゴ・モルダーは水に濡れたペースノートをホテルで一枚一枚乾かした。最終日まで完走したタナックは、フィニッシュポディウムに水中ゴーグルとシュノーケルをつけて登場した[6]。
- 2017年はクリス・ミークが運転したシトロエン・C3 WRCが最終SSでコースアウトし、観客用駐車場を迷走した末にコースに復帰し、辛うじて首位を守り切るというドラマを演じた[7]。

## 歴代勝者（2004年以降）
| 年     | 優勝者                 | 優勝者                   | 車輌                           |
| 年     | ドライバー             | コ・ドライバー           | 車輌                           |
| ------ | ---------------------- | ------------------------ | ------------------------------ |
| 2004年 | マルコ・マルティン     | マイケル・パーク         | フォード・フォーカスWRC        |
| 2005年 | ペター・ソルベルグ     | フィル・ミルズ           | スバル・インプレッサWRC        |
| 2006年 | セバスチャン・ローブ   | ダニエル・エレナ         | シトロエン・クサラWRC          |
| 2007年 | セバスチャン・ローブ   | ダニエル・エレナ         | シトロエン・C4WRC              |
| 2008年 | セバスチャン・ローブ   | ダニエル・エレナ         | シトロエン・C4WRC              |
| 2010年 | セバスチャン・ローブ   | ダニエル・エレナ         | シトロエン・C4 WRC             |
| 2011年 | セバスチャン・ローブ   | ダニエル・エレナ         | シトロエン・DS3 WRC            |
| 2012年 | セバスチャン・ローブ   | ダニエル・エレナ         | シトロエン・DS3 WRC            |
| 2013年 | セバスチャン・オジェ   | ジュリアン・イングラシア | フォルクスワーゲン・ポロ R WRC |
| 2014年 | セバスチャン・オジェ   | ジュリアン・イングラシア | フォルクスワーゲン・ポロR WRC  |
| 2015年 | セバスチャン・オジェ   | ジュリアン・イングラシア | フォルクスワーゲン・ポロR WRC  |
| 2016年 | ヤリ＝マティ・ラトバラ | ミイカ・アンティラ       | フォルクスワーゲン・ポロR WRC  |
| 2017年 | クリス・ミーク         | ポール・ネーグル         | シトロエン・C3 WRC             |
| 2018年 | セバスチャン・オジェ   | ジュリアン・イングラシア | フォード・フィエスタ WRC       |
| 2019年 | セバスチャン・オジェ   | ジュリアン・イングラシア | シトロエン・C3 WRC             |
| 2020年 | セバスチャン・オジェ   | ジュリアン・イングラシア | トヨタ・ヤリスWRC              |
| 2023年 | セバスチャン・オジェ   | ジュリアン・イングラシア | トヨタ・GRヤリス ラリー1       |

- 2009年はローテーション制によりWRCカレンダーから外れ、代わりに「インターナショナル・ラリー・オブ・ネーションズ」が開催された。